# سنغ روج (شهدا بهشهر)
سنغ روج (بالفارسية: سنگ‌روج) هي قرية تقع في إيران في Shohada Rural District. يقدر عدد سكانها بـ 155 نسمة بحسب إحصاء 2016.